# 李淑妃
李淑妃（14世纪不迟于1369年—1398年7月1日），明太祖朱元璋妃，寿州霍丘县人。父李傑。

## 生平
洪武元年（1368年）十二月，身为广武卫指挥的父亲李杰随军北征，卒于战场:105。李氏的嫡母（生母）为茆氏（或茅氏），兄弟李谅、李忠:107。
李氏的出生年份、入宫时间不详。洪武十七年（1384年），马皇后的喪期結束。冬十月丙寅，57歲的皇帝朱元璋“乃卜诸功臣之家惟尔李氏最贞”，故册封李氏为淑妃，“攝六宮事”掌管後宮。
当代学者朱希祖依据，其父李杰逝世于洪武元年，朱元璋“纳孙妃年十八例之”，推测洪武十七年时，李淑妃“其年亦不过十八”:31。有研究者根据册文“乃卜诸功臣之家”的字句，认为李氏是在入宫后立被册立为妃，并越过朱元璋早年册立的诸妃（胡充妃、郭惠妃、達定妃、胡順妃、郭宁妃），取得类似皇后的地位。没有史料记载李淑妃越过朱元璋诸妃的原因。后世野史记，朱元璋曾残杀胡充妃、達定妃:36。故有研究者推测朱元璋在洪武十七年（1384年）“尽屠诸妃”，并在同年册立李淑妃:30—31。而根据史料，诸妃中，仅能推定胡順妃一人死于洪武十七年的宫变。故无定论:36。
现存史料中，有《椒宮舊事》记述李淑妃宫廷生活的细节:31，她“性不愛酒，上為造‘引口醪’，每宴飲，特設以供妃”。

## 被迫自殺
《明史·后妃传》称，册封为淑妃不久，李淑妃即逝世，後宮交由郭寧妃掌管。《胜朝彤史拾遗记》记，郭宁妃在马皇后逝世后摄六宫事，称皇宁妃，李淑妃亦“进为皇淑妃，摄六宫事”。
解缙所撰《天潢玉牒》则记，朱元璋在洪武三十一年闰五月初十日（1398年6月24日）逝世，安葬于孝陵后。李淑妃于闰五月十六日自殺殉葬。当代研究者“结合李杰墓神道碑、李杰追封先代碑及相关史料的记载”，以及其兄弟李谅、李忠的升迁，父祖的追赠，“可证李淑妃直至洪武末季依然健在并‘摄六宫事’:105。郭宁妃当是在马皇后逝世后“摄六宫事”，李淑妃在其后“摄六宫事”:31。李杰墓于洪武三十一年夏五月二十日终获臻于公侯秩级的规制，当与李淑妃殉葬孝陵有关”:105。
《罪惟錄》中，李賢妃與李淑妃事跡混淆。又記洪武三十一年時，李淑妃和甕妃是朱元璋賜上吊殉葬並非出於自願。

## 是否为朱标生母
关于朱元璋四子朱棣生母争议中，明朝自成祖以後，於太常寺祭祀朱元璋諸妻時，將李淑妃當作朱元璋長子朱標等首三位出生兒子生母受祭。据《南京太常寺志》记载:62，李淑妃是朱元璋長子朱標、次子朱樉、三子朱棡的生母。但李淑妃不可能是明太祖長子朱標的生母，因為朱標出生於至正十五年（1355年），李傑神道碑记“丙申之岁（1356年），[李傑]渡江来属，上[朱元璋]悦，使隶属大将军[徐達]麾下”:107。時李傑二十六歲。同时，《南京太常寺志》下文中，“左二位皇妃，生楚王”等十王，实际上，楚王朱楨等十王的生母为七人。